# Montpezat-de-Quercy

Montpezat-de-Quercy este o comună în departamentul Tarn-et-Garonne din sudul Franței. În 2009 avea o populație de 1.461 de locuitori.

## Evoluția populației
| An        | 1975  | 1982  | 1990  | 1999  | 2006  | 2009  |
| --------- | ----- | ----- | ----- | ----- | ----- | ----- |
| Populație | 1.419 | 1.407 | 1.411 | 1.378 | 1.413 | 1.461 |